# Premios de la Agrupación de Críticos y Periodistas de Teatro
Los Premios de la Agrupación de Críticos y Periodistas de Teatro (también Premios ACPT), son un reconocimiento otorgado a lo más destacado en el ámbito teatral en la Ciudad de México, la asociación es encabezada por Gustavo Gerardo Suárez como presidente, y cuenta entre sus filas con un grupo de especialistas en las artes escénicas.
Entre los críticos y periodistas que son, o han sido, parte del jurado se encuentran: Fernanda Albarrán, Isael Almanza, Juan Carlos Araujo, Rodrigo Becerra, Ricardo Castillo, Carlos Duchanoy, Belinda Lorenzana, Mauro Marines, Mariana Mijares, Alfredo Millán, Iván Pasillas, Oscar Ramírez Maldonado, Jaime Rosales, Enrique Saavedra, Roberto Sosa López y Carmen Zavaleta.
La Dama de la Victoria ha sido entregada a personalidades como: Ignacio López Tarso, Silvia Pinal, Blanca Guerra, Álvaro Guerrero, Adriana Roel, Luis de Tavira,  María Inés Guerra, Pilar Boliver, David Gaitán, Lisa Owen, entre otras muchas celebridades del mundo teatral.
Los Premios ACPT se entregan cada año durante el mes de marzo. En el 2020 no pudieron realizarse debido al confinamiento generado por la pandemia del SARS-COV2.
El premio que se otorga lleva como nombre "Dama de la Victoria", la estatuilla es obra del escultor mexicano Víctor Gutiérrez, dicha estatuilla se ha mencionado fue inspirada en la actriz Silvia Navarro.

## Categorías
- Actriz principal
- Actor principal
- Monólogo
- Cabaret
- Obra del año
- Musical del año
- Actor revelación
- Actriz revelación
- Diseño en vestuario
- Diseño de iluminación
- Diseño de escenografía
- Música original en teatro de texto
- Actor de soporte
- Actriz de soporte
- Actor principal en musical
- Actriz principal en musical
- Actor de soporte en musical
- Actriz de soporte en musical
- Teatro para jóvenes audiencias
- Dirección de escena
- Dramaturgia mexicana
- Traducción y/o Adaptación
- Movimiento escénico o coreografía
- Diseño sonoro

- Reconocimiento anual a la trayectoria